# Almindelig kvik
Almindelig kvik (Elymus repens) eller senegræs er et 25-125 cm højt græs, der vokser på strandenge, vejkanter, kulturjord og i klitter. Almindelig kvik er et velkendt ukrudt. Jordstænglerne kan vokse 60 cm eller mere ud fra den oprindelige plante, og de kan findes ned i 20 cm dybde. Fra hvert led af jordstænglen kan der dannes en ny plante.

## Beskrivelse
Almindelig kvik er et flerårigt græs. Vækstformen er først tuedannende, men den bliver snart fladedækkende. De bladbærende stængler er lyst grågrønne og hule med tydelige knæ. Bladene er linjeformede og spidse med skarpt takket (skærende!) rand. Oversiden er ru og mere eller mindre behåret. Farven er grøn, grågrøn eller blågrøn på begge sider. De blomsterbærende stængler bærer toradede, siddende småaks, som bærer de gule støvdragere frit fremme. Frøene er nødder, der modner godt og spirer særdeles villigt.
Rodnettet består af leddelte, hvide jordstængler og trådagtige finrødder. Jordstænglerne kan vokse 60 cm eller mere ud fra den oprindelige plante, og de kan findes ned i 20 cm dybde. Fra hvert led af jordstænglen kan der dannes en ny plante.
Højde x bredde og årlig tilvækst: 1 x 0,20 m (100 x 20 cm/år), heri ikke medregnet spredning via rodskud.

## Voksested
Almindelig kvik findes naturlig i hele Europa og det meste af Asien. Arten er naturaliseret i alle andre verdensdele (undtagen Antarktis). I Danmark er den meget almindelig i hele landet på strandvolde, strandenge, vejkanter, kulturjord og i klitter.
Den hører hjemme på mineralrig bund i fuld sol, og derfor har den været naturligt forekommende på strandvolde og i tangbunker langs vore strande. Her findes den stadig sammen med bl.a. bukketorn, sankthansurt, sodaurt, strandkål, sandhjælme og strandbede.
- Almindelig Kvik på gødet jord
- Blomstring
- Bladfæsterne - det egentlige kendetegn